# Distrito de Lurín
El distrito de Lurín  es uno de los cuarenta y tres distritos que conforman la provincia de Lima, ubicada en el departamento homónimo, en el Perú. Limita al norte, con los distritos de Villa El Salvador, Villa María del Triunfo y Pachacámac; al este, también con el distrito de Pachacámac; al sur, con el distrito de Punta Hermosa; y al oeste, con el océano Pacífico.

## Historia

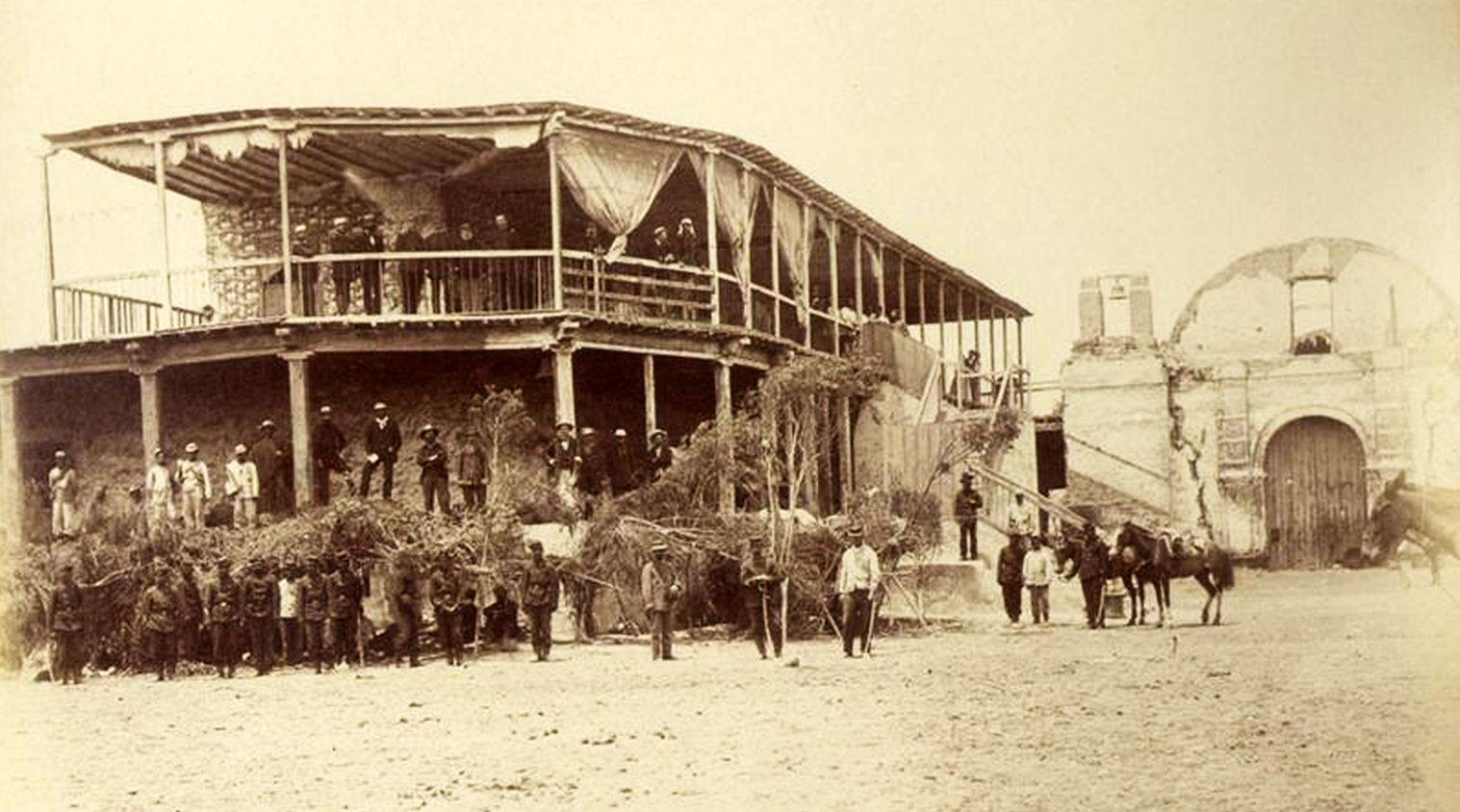
Cuartel del ejército chileno (1881) en Lurín, durante la invasión chilena al Perú, en la Guerra del Pacífico.

En este valle, que hoy lo conocemos como valle de Lurín, se encontraba el templo del dios creador, como lo denominaron las culturas preincas, que luego fue conquistado por el Imperio incaico que anexo su dominio al imperio Incaico, respetando sus creencias y mejorando el templo que hoy lo conocemos como restos o sitio arqueológico de Pachacámac, en el distrito de Lurín.
Tener una visión panorámica del Valle Sagrado de Lurín, es lanzar la vista por el tiempo y el espacio, para así encontrarnos en el estado remoto, allá por los años 8,000, cuando los paleolíticos superiores se trasladaban de un lugar a otro en el valle de Ichimay, estos hombres primitivos en el devenir del tiempo fueron desarrollándose gracias a los ecosistemas que existían con su abundante flora y fauna, producto de ese entorno maravilloso que produce el medio ambiente. El valle de Lurín que en estos tiempos era un jardín multicolor, que eran irrigados por el río Lurín y que con sus cadenas de pequeñas montañas convertidas en Lomas, el verdor de sus campiñas y montes ribereños hacen de él, una alfombra verde y maravillosa con capacidad de extasiar a cualquiera que lo observara. El desarrollo de estos hombres primitivos no se contuvo, prosiguió su rumbo y con la práctica de la agricultura, ubicamos asentamientos poblacionales con sus centros cultistas en forma de herradura. Los complejos en forma de herradura del valle de Lurín, tiene gran importancia para la costa peruana, por el rol protagónico que desempeñaron en el proceso de desarrollo agrícola, en los tiempos iniciales.
El proceso histórico no se detuvo, antes bien, se consolidó, con la presencia del dios Pachacámac, a partir de su gran importancia como oráculo, se expandió y rompió fronteras, llegando por la costa muy al sur, por el norte a Ecuador, y también penetró al oriente peruano. Con la presencia del Estado Inca, el valle se incorporó al Cuzco, esto lo podemos ver a través de los Caminos del Inca, Pampa Flores, Pueblo Viejo, entre otros.
El 30 de enero de 1533, hace su aparición los españoles; al frente de ellos se encontraban Hernando Pizarro, el veedor Estete y un grupo de jinetes, quienes tenían la misión de recoger el rescate para el inca Atahualpa y a su vez buscar un valle adecuado para fundar la capital de Perú.
El 30 de marzo de 1600, el virrey, Luis Velasco, dispuso que el valle pasara a formar parte de la Provincia del Cercado. Situación que ha permanecido invariable hasta el día de hoy. 
En 1714, aparece la firma del cura, Toribio de Luxan, en las partidas de Bautismo durante muchos años. Asimismo, en la inscripción de la pila del bautismo también aparece grabado el nombre de este cura, quien sigue desempeñando su labor en 1734. Actualmente, esta pila bautismal se encuentra en la Iglesia de San Pedro de Lurín. 
Fue creado el 2 de enero de 1857, y desde entonces ha sido un distrito altamente agrícola por encontrarse predominantemente en el valle del río Lurín. 
En esta zona se desarrolló un importante flujo de población desde la sierra, por albergar a un centro ceremonial muy importante en la época de los incas, ya que el santuario obedecía a la creencia de un dios muy poderoso llamado Pachacámac. Cuyo dios está relacionado con los movimientos sísmicos que sufre de vez en cuando el país. Este santuario no fue erigido por los incas, sino adoptado por ellos dado su gran prestigio. Existía desde antes de los incas un importante señorío llamado Ichma, que fue anexado al imperio tras su expansión.

## Geografía
El distrito de Lurín está ubicado en Lima Sur, entre los kilómetros 32 y 42 de la carretera Panamericana Sur. Posee en sus dominios marítimos dos islotes frente a la playa San Pedro.

### Relieve
Este distrito consta de litoral marítimo, poseyendo playas muy hermosas de destino turístico, sobre todo en la época del verano. Se encuentra situado desde los 0 m s. n. m. hasta los 380 m s. n. m. Es considerado el último valle verde de Lima.

### Hidrografía
Este distrito pertenece al valle del río Lurín, el cual atraviesa el distrito desembocando al océano Pacífico

### Clima
Posee un clima no muy húmedo con 18 °C en promedio, a pesar de ser un distrito litoral.

## División administrativa

### Centros poblados
- Urbanos
  - Lurín Centro
  - Julio C. Tello / Puente de Lurín
  - Villa Alejandro
  - Huertos De Lurín
  - Huertos de Villena
  - Villa Libertad / Casica
  - Km.40 Nuevo Lurín
  - Las Praderas
  - Upis San José de Lurín
  - El Santuario
  - Las Moras
  - Zona Agroganadera de Mamacona
  - Las Terrazas
  - San Sebastián de los Reyes
  - Santo Domingo de Huarangal
  - Huarangal Bajo
  - Los Jazmines
  - Santa Lucía
  - Santa Fe de Rinconada
  - Rinconda de Puruhuay
  - Cerro Colorado
  - San Antonio
  - Las Brisas de Lurín
  - La Estancia de Lurín
  - Las Palmas
  - Santa Genoveva
  - Los Claveles
  - Nuevo Lurín
  - Jahuay

## Deportes
Se practica principalmente el futbol, el deporte más popular del Perú.
Además, Lurín cuenta con mar que se aprovecha para la práctica del bodyboard, deporte vinculado al surfing. En este distrito, se han realizado campeonatos de bodyboard internacional, aunque poco difundidos, no así poco importantes, ya que este "es un deporte con mucho futuro tanto para hombres como para mujeres".
También se practica el vóley-playa, ya que Lurín tiene 18 kilómetros de litoral. Y, aunque no muy difundido, también se practica el bádminton. Asimismo, se practica el fisicoculturismo en los diferentes gimnasios, siendo uno de los pioneros el Gimnasio Enzo ubicado en la Playa Arica y cuyo fundador es Juan de Dios Puicón Budinich, un Fisicoculturista con una vasta experiencia en este deporte.

### Clubes destacados
Importantes clubes peruanos tienen una sede en este distrito, destacando los dos más populares clubes de fútbol, entre otros.
- Club Universitario de Deportes. Tiene en este distrito una sede propia, Campo Mar - U, que es su sede de playa, con una extensión de 52 hectáreas junto al mar, en la que además de las instalaciones sociales y deportivas para sus socios, cuenta con la VIDÚ (Villa Deportiva de la "U") y el CAR-"U" (Centro de Alto Rendimiento de la "U"). Se ubica frente a la Isla Ballena (Islas Pachacámac), reserva natural del Estado peruano].

- Club Alianza Lima. Hace uso de la Villa Deportiva, que es un complejo deportivo de 5 hectáreas (50 mil m²) en calidad de alquiler con opción de compra, que sirve para esparcimiento de sus socios, y entrenamiento del equipo principal y de distintas categorías del club.

- Club Ola Fuerte. Suele organizar campeonatos de bodyboard, invitando a deportistas de diferentes partes de Lima, e inclusive de otros departamentos del Perú.

## Actividad comercial
Lurín es la puerta de entrada al Perú para las telecomunicaciones. Tres sistemas de cable submarino de fibra óptica tienen estaciones en Lurín: Panam, SAC-1 (perteneciente a Level 3) y SAm-1 (del grupo Telefónica). Dos estaciones terrenas satelitales se encuentran en este distrito: La estación terrena de Telefónica del Perú y el Gateway de Globalstar para el Perú, Ecuador y Bolivia. A la vez que desde hace un tiempo, se está convirtiendo en uno de los distritos más industrializados de Lima, por ubicarse plantas de fabricación de empresas muy importantes (Cerámicas San Lorenzo S.A., Unique S.A., Fábrica de explosivos EXSA S.A. entre muchas otras). Asimismo, es un distrito agropecuario, ya que en el funcionan APAMA (Asociación de productores de animales menores agropecuarios),los productores de ganado ovino tanto de carne como de leche representados por APROLE
(Asociación de Productores de Leche), así como es un distrito turístico y ecológico, por lo que la actividad turística es una actividad económica prioritaria para la mayoría de la población.
Tras la crisis poblacional en el norte de Lima, donde están los exclusivos balnearios de Ancón y Santa Rosa, varias familias acomodadas decidieron buscar un mejor lugar para su establecimiento en verano. Y por eso escogieron la zona Sur, debido a que era una zona amplia para industrializar y con mejor calidad de aire.

## Atractivo turístico
Destacan el sitio arqueológico Pachacámac, ubicado sobre la margen derecha del río Lurín frente al mar. Pachacámac es un gran complejo arquitectónico de 400 ha con pirámides, templos, plazas, rampas, habitaciones construidos en diferentes épocas, desde los primeros años de nuestra era hasta el siglo XVI. Tiene un museo de sitio.
Pachacámac fue un importante centro administrativo de la cultura Inca, que conectaba el comercio de costa y sierra en aquella época. La zona arqueológica cuenta con un museo de sitio y visitas guiadas. Asimismo, en el distrito de Lurín se encuentra la Hacienda Buena Vista, asentada en un promontorio rocoso.
Posee playas a las que concurren en verano los bañistas como las playas Arica, Pulpos y San Pedro siendo la playa San Pedro famosa por tener a poca distancia dos islotes que han sido causa de leyendas para explicar su formación debido a que son dos, una grande y una más pequeña. Se encuentra en este distrito el fundo Mamacona en donde se adiestra al Caballo peruano de paso y se hacen exhibiciones destacando el festival de música electrónica Creamfields, en el Fundo Mamacona.
Su gastronomía también llama la atención a los turistas que desean degustar comidas típicas del lugar como el chicharrón que se puede encontrar en Puente Lurín. También comidas marinas como el cebiche, arroz con mariscos y la leche de tigre, estas comidas se pueden degustar en las playas del distrito. La carapulcra y arroz con pato se pueden encontrar en la Plaza de Armas de Lurín donde también encontrarás la Catedral de Lurín.

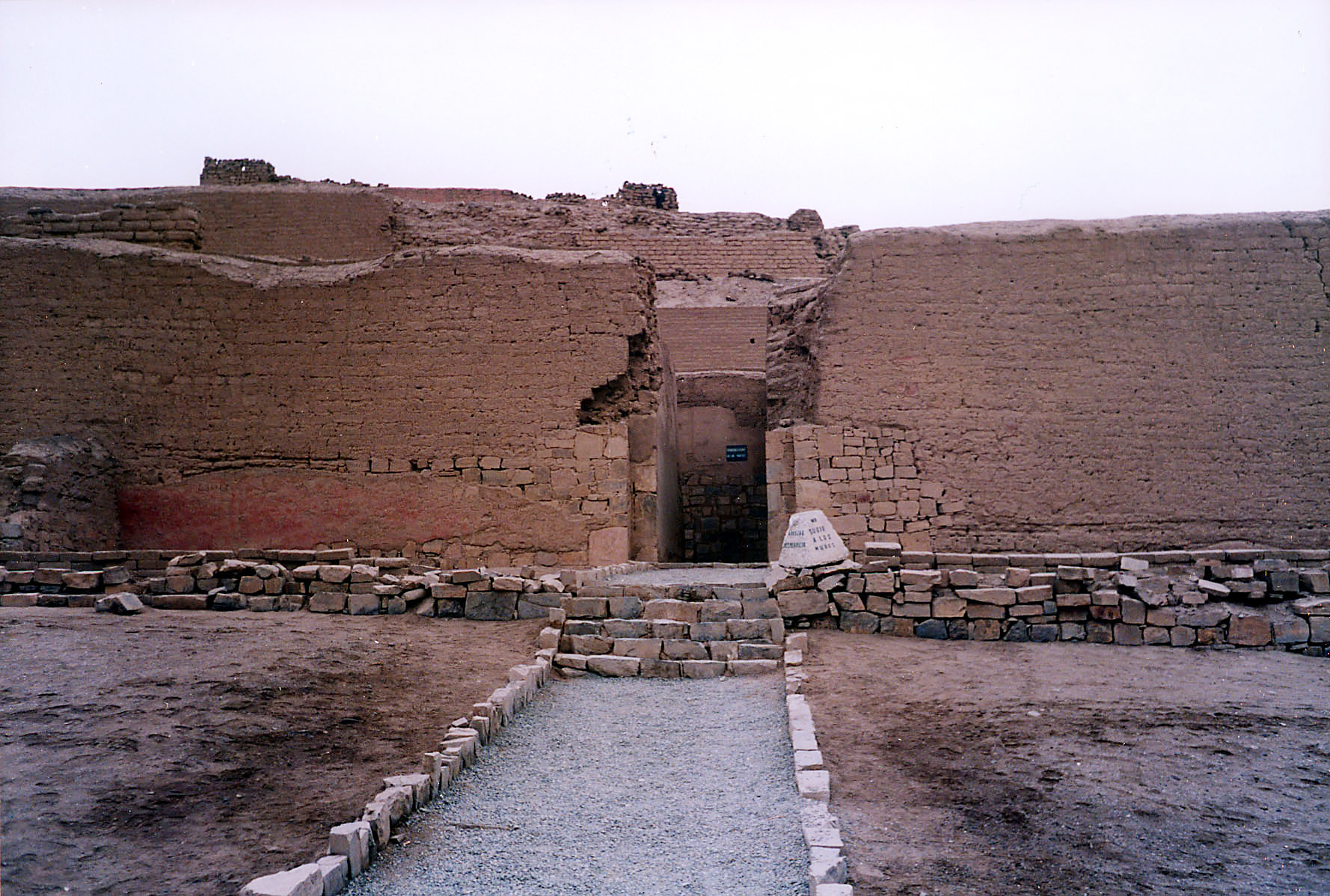
Templo de Pachacamac
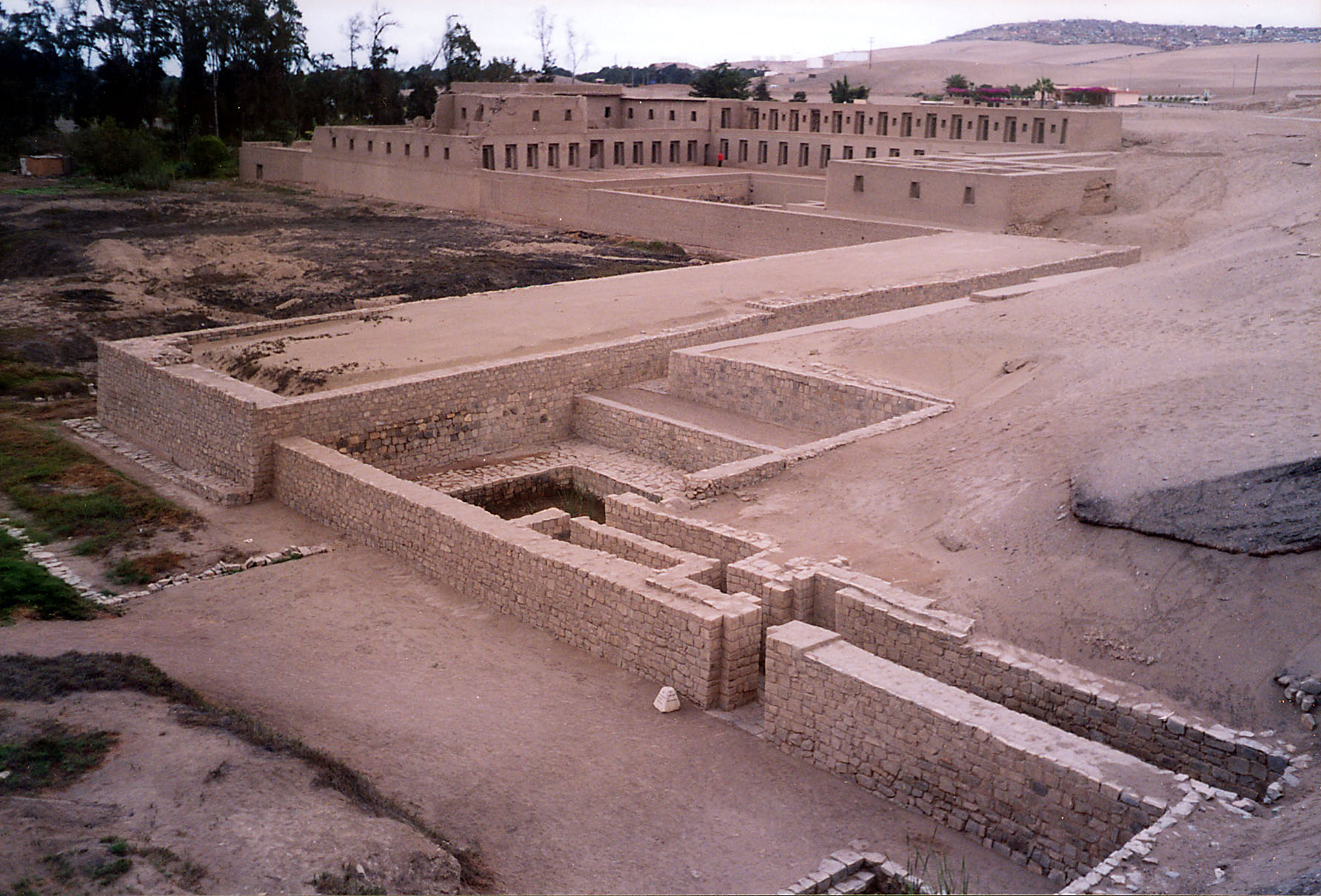
Pachacámac
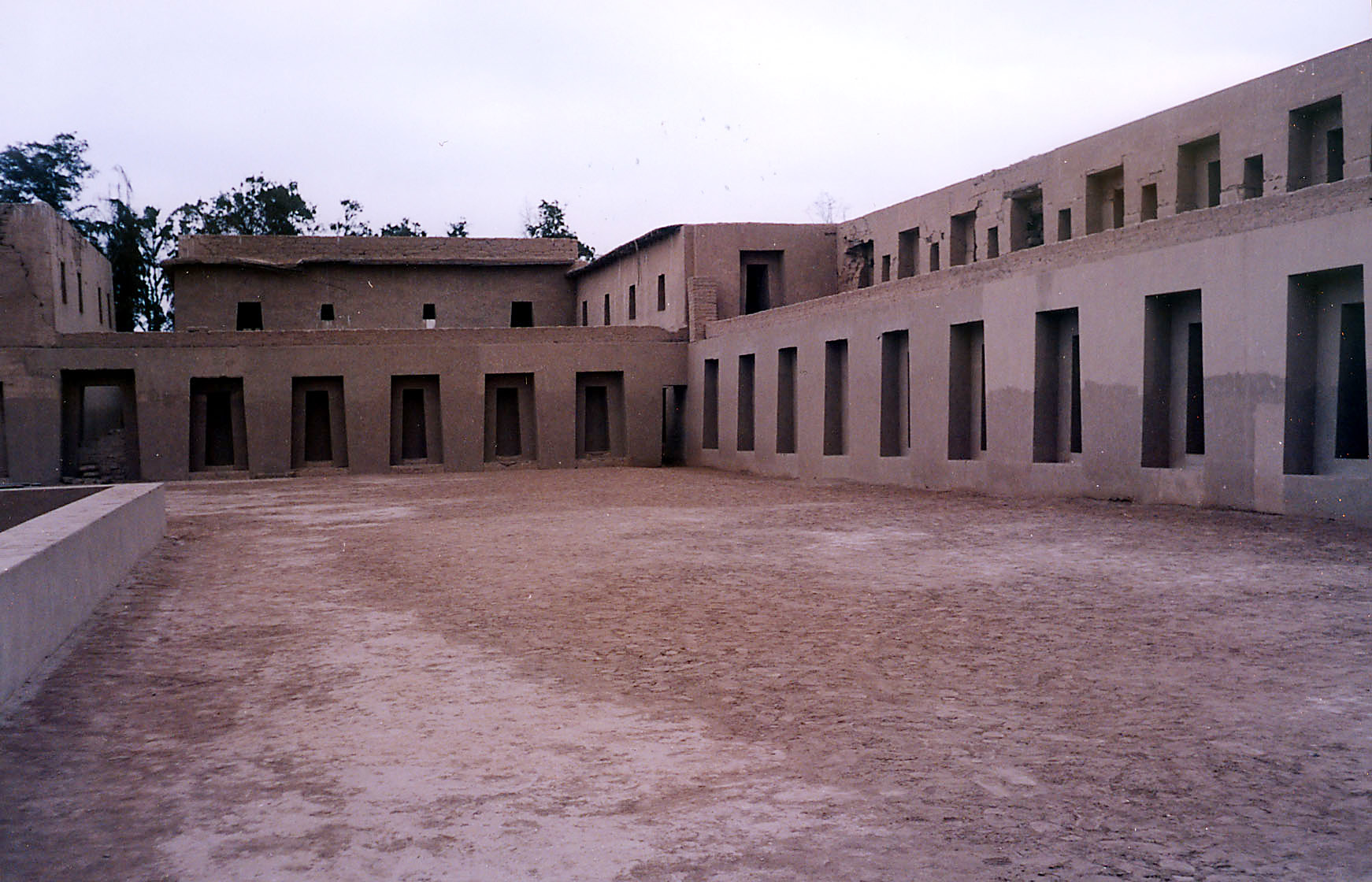
Pachacámac

### Leyenda de los islotes de San Pedro
Cuenta esta leyenda, que en épocas prehispánicas vivía en el valle de Lurín, una hermosa muchacha llamada cabillaca, de la cual se había enamorado el dios Curinaya Wiracocha, quien dentro de sus excentricidades tenía por costumbre aparentar ser un pordiosero en las reuniones de los dioses hecho por lo cual lo apodaron el "Piojoso". Siendo un día que Curinaya observaba a la linda muchacha, sin atreverse a confesarle su amor por temor a ser rechazado, decide convertirse en colibrí y dejar su semilla de vida en un fruto de lúcuma, del cual comió esta muchacha y en seguida quedó embarazada.
Con el tiempo, el niño creció, y al cumplir 2 años ya la madre decidió que su hijo debía tener a su padre. Es entonces, que convoca a una reunión a los dioses para encontrar al padre de su hijo. Ya en la reunión los dioses le dijeron a la madre como haría para saber quien era el padre del niño, entonces a la muchacha se le ocurrió que el niño por instinto debía saber, así que lo dejó en el suelo para que el hallara a su padre, acto seguido el niño se fue acercando lentamente al "Piojoso" Curinaya Wiracocha, es así que la madre sorprendida por este hecho y dándole vergüenza agarra al niño y sale corriendo de la reunión no dándose cuenta de que Curinaya Wiracocha se había transformado en su verdadera apariencia, un hombre fuerte y hermoso. Luego de que la muchacha saliera con su hijo de la reunión Curinaya salió a buscarlos, llegando ya muy tarde cuando la muchacha en su desesperada corrida se había adentrado al mar y se había ahogado con su niño y esos serían los dos islotes, el más grande la mama y el más chico su niño que Curinaya Wiracocha después habría convertido en piedra para inmortalizarlos.

## División Administrativa
El cuadro muestra los centros poblados que pertenece al distrito de Lurín.
| Centro Poblado         | Tipo de Centro Poblado |
| ---------------------- | ---------------------- |
| Buena Vista Alta       | Rural                  |
| Fundo La Querencia     | Rural                  |
| Lurín                  | Urbano                 |
| Rinconada del Puruhuay | Rural                  |

## Autoridades

### Municipales
| Cargo    | Autoridad electa                     | Partido político | Partido político         |
| -------- | ------------------------------------ | ---------------- | ------------------------ |
| Alcalde  | Juan Raúl Marticorena Pérez          |                  | Alianza para el Progreso |
| Regidor  | Victor Cuya Levano                   |                  | Alianza para el Progreso |
| Regidora | Mireya Patricia Rivas Alvarez        |                  | Alianza para el Progreso |
| Regidor  | Eugenio Frank Calvay Cordova         |                  | Alianza para el Progreso |
| Regidora | Barbara Margarita Altamirano Gamarra |                  | Alianza para el Progreso |
| Regidor  | Julio Lau Bartra                     |                  | Alianza para el Progreso |
| Regidora | Flavia Darlene Rivas Anaya           |                  | Alianza para el Progreso |
| Regidor  | Jose Vasquez Solsol                  |                  | Renovación Popular       |
| Regidora | Lida Amanda Gamboa Pancorbo          |                  | Renovación Popular       |
| Regidora | Betty Estela Rivas Morales De Cieza  |                  | Somos Perú               |

### Religiosas
- Obispo: Carlos García Camader (2006 - ).
- Gran Lama del Septrionismo: Nathalie López y Zondervan de Cedeño (2012 - ).

## Festividades
- Enero: aniversario del distrito.
- Febrero: Carnavales de Ribeños y Bajeños, fiesta tradicional.
- Junio: San Pedro.
- Octubre: Señor de los Milagros.
- Octubre: Señor de la Columna de Lurín.
- Noviembre: Día de los Muertos.